# PGC 2154473
LEDA/PGC 2154473 ist eine Spiralgalaxie im Sternbild Jagdhunde am Nordsternhimmel. Sie ist schätzungsweise 1,8 Milliarden Lichtjahre von der Milchstraße entfernt und hat einen Durchmesser von etwa 190.000 Lichtjahren. Vom Sonnensystem aus entfernt sich das Objekt mit einer errechneten Radialgeschwindigkeit von näherungsweise 39.900 Kilometern pro Sekunde.
Im selben Himmelsareal befinden sich unter anderem die Galaxien NGC 5326, PGC 49070, PGC 2153235, PGC 2156930.